# Dachkapelle

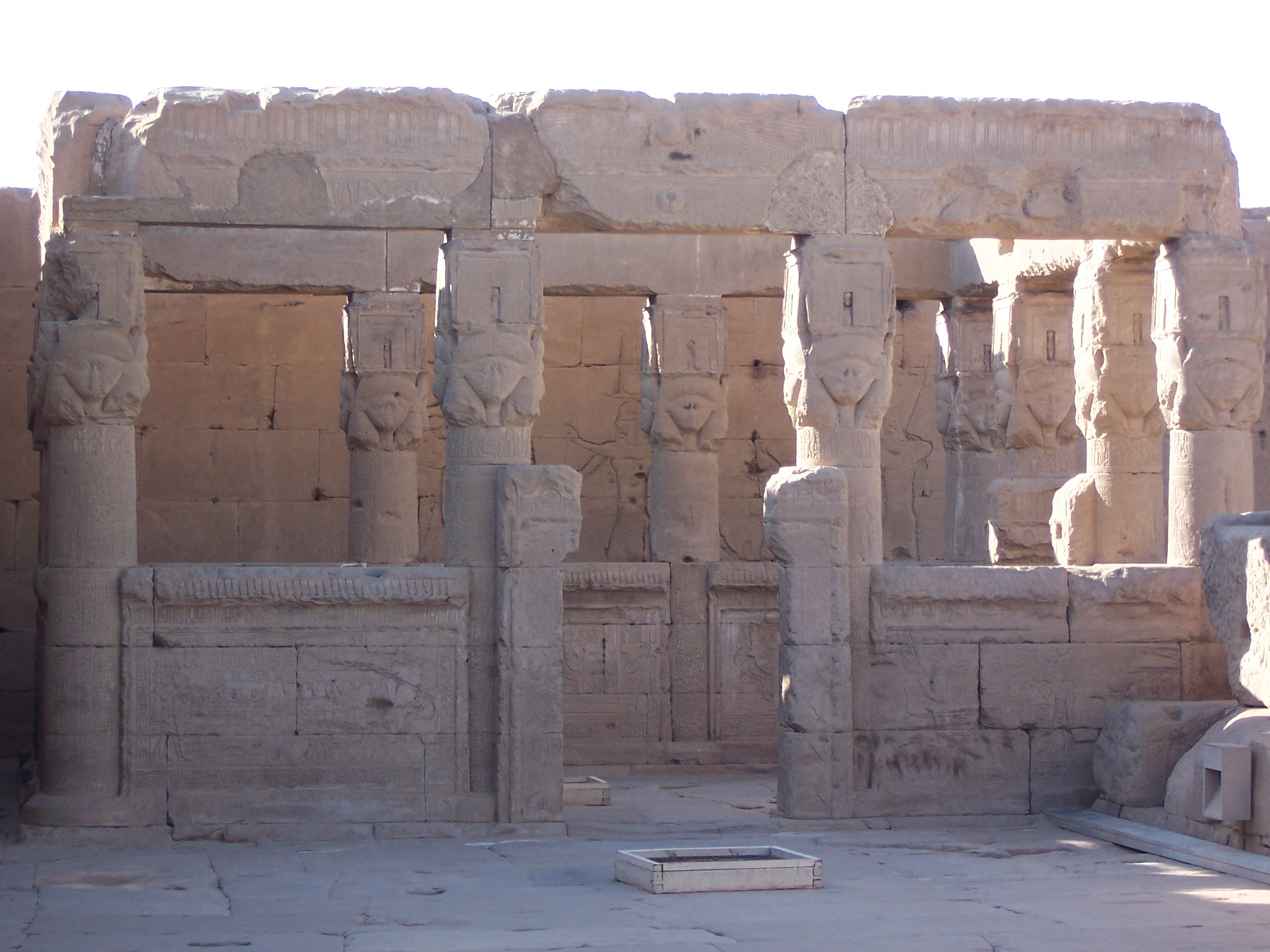
Kapelle auf Dach des Hathor-Tempels von Dendera.

Die Dachkapelle ist ein Kultbau auf Dächern größerer ägyptischer Tempel. Im Alten Reich wurden auf den Dächern der Pyramidentempel astronomische Beobachtungen ausgeführt. Auf dem Dach des Ramesseums war dafür ein Jahreskreis eingelassen. Im Neuen Reich befanden sich auf den Tempeldächern Sonnenkultstätten, z. B. auf dem Dach des Ach-menu. 
In der Ptolemäerzeit richtete man Kioske für das Ritual der Vereinigung der Götterbilder mit der Sonnenscheibe ein. Davon ist nur der offene Kiosk auf dem Dach des Hathor-Tempels von Dendera erhalten. Er enthält zwölf Hathorkapitellsäulen und zwei eingebaute Osiriskammern.
Bei vielen anderen Tempeln sind Dachkapellen durch die Existenz einer Treppe für Dachprozessionen zu vermuten.